# 동국대학교 사범대학 부속 선화여자고등학교
선화여자고등학교(善花女子高等學校)는 대한민국 경상북도 영천시 화룡동에 있는 사립 고등학교이다.

## 학교 연혁
- 1984년 4월 16일 : 학교법인 영도학원 설립인가
- 1984년 10월 10일 : 초대 재단이사장 손동하 선생 취임
- 1985년 12월 30일 : 영도고등학교 설립인가(각 학년 6학급)
- 1986년 3월 6일 : 제1회 신입생 입학식
- 1986년 4월 8일 : 초대 교장 박병렬 선생 취임
- 1988년 2월 13일 : 선화여자고등학교 교명 변경
- 1989년 2월 13일 : 제1회 졸업식
- 1999년 2월 1일 : 대강당 및 기숙사 완공(120명 수용)
- 1999년 5월 10일 : 구내식당(100평) 완공
- 2005년 11월 30일 : 도서관(명심관) 현대화 사업완공
- 2005년 12월 10일 : BRIGHTROOM(독서실) 완공
- 2010년 8월 18일 : (학교법인 명칭변경) 학교법인 동곡학원
- 2012년 6월 1일 : 교과교실제 교실 구축
- 2013년 7월 28일 : 급식소 현대화 사업
- 2016년 4월 6일 : 화단 및 소나무 친환경 조성사업 완료
- 2020년 2월 10일 : 현대식 생활관(동곡관) 완공(96명 수용)
- 2022년 9월 1일 : 동국대학교 사범대학 부속 선화여자고등학교 교명변경
- 2022년 12월 29일 : 제35회 졸업식(109명, 총 6,078명 졸업)
- 2023년 3월 1일 : 제12대 교장 한승철 선생 취임
- 2023년 3월 2일 : 신입생 입학식(113명 입학)
- 2023년 12월 8일 : 학교법인 동국대학교 사범대학 부속 선화여자고등학교 제43대 재단이사장 돈관스님 취임

## 참고 자료
- 동국대학교 사범대학 부속 선화여자고등학교 - 한국교육학술정보원 학교알리미